# Nepean (Norfolk)
Otok Nepean (Norfuk: Nepeyan Ailen) mali je nenaseljeni otok smješten oko 800 metara južno od otoka Norfolk u jugozapadnom Pacifiku. Otok je površine oko 10 hektara. Otok Nepean je nenaseljen zbog svoje male veličine i visokih litica koje ga okružuju, zbog čega je malim čamcima gotovo nemoguć pristup otoku. Dio je otoka Norfolk, vanjskog teritorija Australije , i uključen je u Nacionalni park otoka Norfolk kao i obližnji otok Phillip i oko 10 posto otoka Norfolk.

## Povijest
Za razliku od otoka Norfolk i Phillip, Nepean nije vulkanskog podrijetla, već je kasnopleistocenski vapnenac nastao od vjetrom nošenih pješčanih dina između posljednja dva ledena doba. Zrnca vapnenačkog pijeska vezana su karbonatnim cementom te se formirao vapnenac kalkarenit.
Iako se znalo da su se Polinežani naselili oko Kingstona, na otoku Nepean nisu pronađeni dokazi o naseljavanju Polinezijaca. Otok je prvi put očišćen tijekom Prvog naseljavanja. Nepean je korišten kao kamenolom i za drvo tijekom drugog naseljavanja osuđenika na otoku Norfolk, a napušten je kao mjesto tijekom tog naselja. Na istočnoj obali vide se preostale kamene stepenice.
Smatra se da je otok 1788. godine imenovao poručnik Philip Gidley King po Evanu Nepeanu, podtajniku Ministarstva unutarnjih poslova, koji je bio uključen u pripreme za slanje Prve flote i upravljanje kolonijom New South Wales. tijekom svojih ranih godina.

## Biljke i životinje
Otok je izgrađen od vapnenačkih stijena koje datiraju iz kasnog pleistocena i mjesto je za razmnožavanje nekoliko vrsta morskih ptica. Prije nego što je očišćen 1790-ih, otok je bio dom za oko 200 Norfolških araukarija. Danas su autohtone biljke prisutne na otoku kao rod Carpobrotus, Tetragonia tetragonioides, Šiljovke (Cyperaceae), Linum marginale i rod Juncus. Ptica Sula dactylatra razmnožava se na otoku tijekom ljeta. Od srpnja do prosinca na otoku se razmnožavaju kratkorepi zovoji (Puffinus assimilis). Ostale ptice kao što su Bjelogrli zovoj (Halobaena caerulea), bjeloglava čigra (Anous albivitta), Anous minutus, klinorepi zovoj, Anous stolidus i Phaethon rubricauda također se razmnožavaju na otoku Nepean. To je utočište za endemski rod Christinus (porodica macaklini), koji je sada izumro na otoku Norfolk. Također je dom skinka otoka Phillip. Otok je dom malim kopnenim i slatkovodnim rakovima. Goleme želve često se mogu vidjeti uz obalu otoka.

## Vanjske poveznice
|  | Zajednički poslužitelj ima još gradiva o temi Nepean (Norfolk) |